# Porte de Mars
La porte de Mars est un monument romain à Reims (France), datant du IIIe siècle. Elle tient son nom de la proximité d'un temple dédié à Mars, dieu romain de la guerre. Ce monument est le plus large arc du Monde romain.
La porte de Mars a été classée monument historique en 1840.

## Histoire

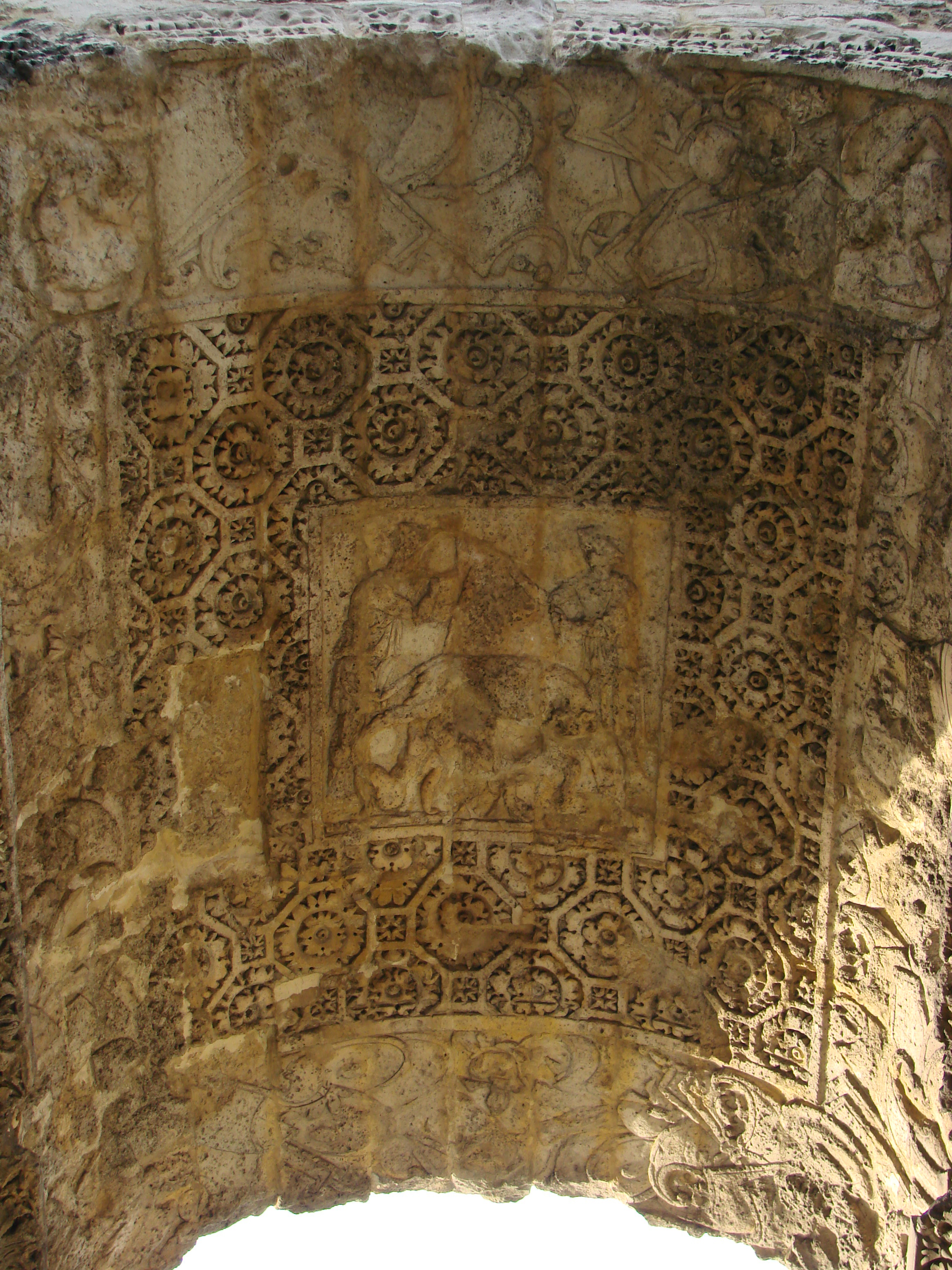
Intrados de l'arc avec la scène de Romulus et Rémus.

La porte de Mars est le seul arc subsistant des quatre arcs monumentaux érigés aux entrées cardinales de Durocortorum, les autres étant la porte Cérès ou de Trèves (porte Est, rue Cérès, démontée en 1798), la porte Bazée (de basilicaris, porte Sud, rue de l'Université) et la porte de Vénus ou de Soissons (porte Ouest, devant l'Opéra, démontée en 1755). Les derniers travaux archéologiques sur le monument permettent de la dater dans le premier quart du IIIe siècle.
Initialement construit pour témoigner de la grandeur de la ville sous le Haut-Empire, l'arc est inclus au IVe siècle dans le rempart, c'est à ce moment-là qu'il devient l'un des quatre accès de la ville. Le tracé de l'enceinte du Bas-Empire s'appuie sur les quatre arcs existants et les transforme en porte d'accès, ainsi l'arc Nord devient la porte Mars et marque l'entrée Nord de la ville. La porte Mars est plus tard incluse dans le château des Archevêques, vers 1228. Au moment de la reconstruction du rempart au XIVe siècle, les arcades sont bouchées et une nouvelle porte Mars, avec pont-levis, est alors construite 100 m plus à l'est pour reprendre sa fonction (à l'emplacement du marché du Boulingrin en cours de fouille en 2011). Cette dernière disparaît au milieu XIXe siècle avec le démantèlement du rempart.
Le château des Archevêques est détruit en 1595 sur ordre d'Henri IV. On devine quelques éléments de la porte emmurée. Elle est redécouverte une première fois en 1677 alors qu'elle est partiellement dégagée. On procède à l'époque aux premiers relevés de ces décors qui se sont depuis largement dégradés. Mais ce n'est qu'en 1816 que le monument est véritablement redécouvert. La porte est totalement dégagée de la gangue qui la protégeait en 1844 lors du démantèlement des remparts. Elle est enfin complètement extraite des remblais et restaurée en 1854.

## Description
C'est un arc de 33 m de long, 13 m de haut (hauteur actuelle, la partie sommitale devait comprendre un entablement aujourd'hui disparu) et 6,40 m d'épaisseur, constitué de trois arches ornées de huit colonnes sur piles sur les façades, et deux colonnes de chaque côté. Dans les espaces pleins entre les colonnes se trouvait une décoration composée d'une niche avec fronton triangulaire, surmontée d'un médaillon avec tête en haut-relief. Ils sont aujourd'hui fortement dégradés, mis à part celui de la partie ouest reconstruite en 1854.
L'intrados des voûtes, aujourd'hui très dégradé, offre une rare et intéressante représentation d'une moissonneuse gauloise qui fait partie d'un calendrier des travaux des champs illustré par une série de médaillons (laboureurs, vendangeurs, moissonneurs, meunier, etc.). Sous l'arcade ouest, un médaillon carré montre la louve romaine allaitant Romulus et Rémus sous les yeux du berger Faustulus et d'Acca Larentia. Cette scène a été interprétée comme présent pour rappeler la filiation qui lie intimement Reims et Rome, puisqu'une légende locale veut que Reims ait été fondé par Rémus lui-même ou par ses compagnons, après qu'ils eurent fui Rome. Enfin, sous l'arcade Est, très abîmée, on peut voir Léda et Zeus prenant la forme d'un cygne. Sur le sol de l'arcade centrale, on distingue les sillons creusés afin de guider les roues des voitures.
Contrairement à ce que l'on peut couramment entendre, la porte de Mars n'est pas un arc « de triomphe ». En effet, durant l'époque romaine, les arcs de triomphe étaient réservés à Rome. Tous les autres arcs antiques sont seulement « monumentaux », puisqu'aucun triomphe romain ne s'est jamais déroulé ailleurs qu'à Rome.
- Images de la porte de Mars

"Images
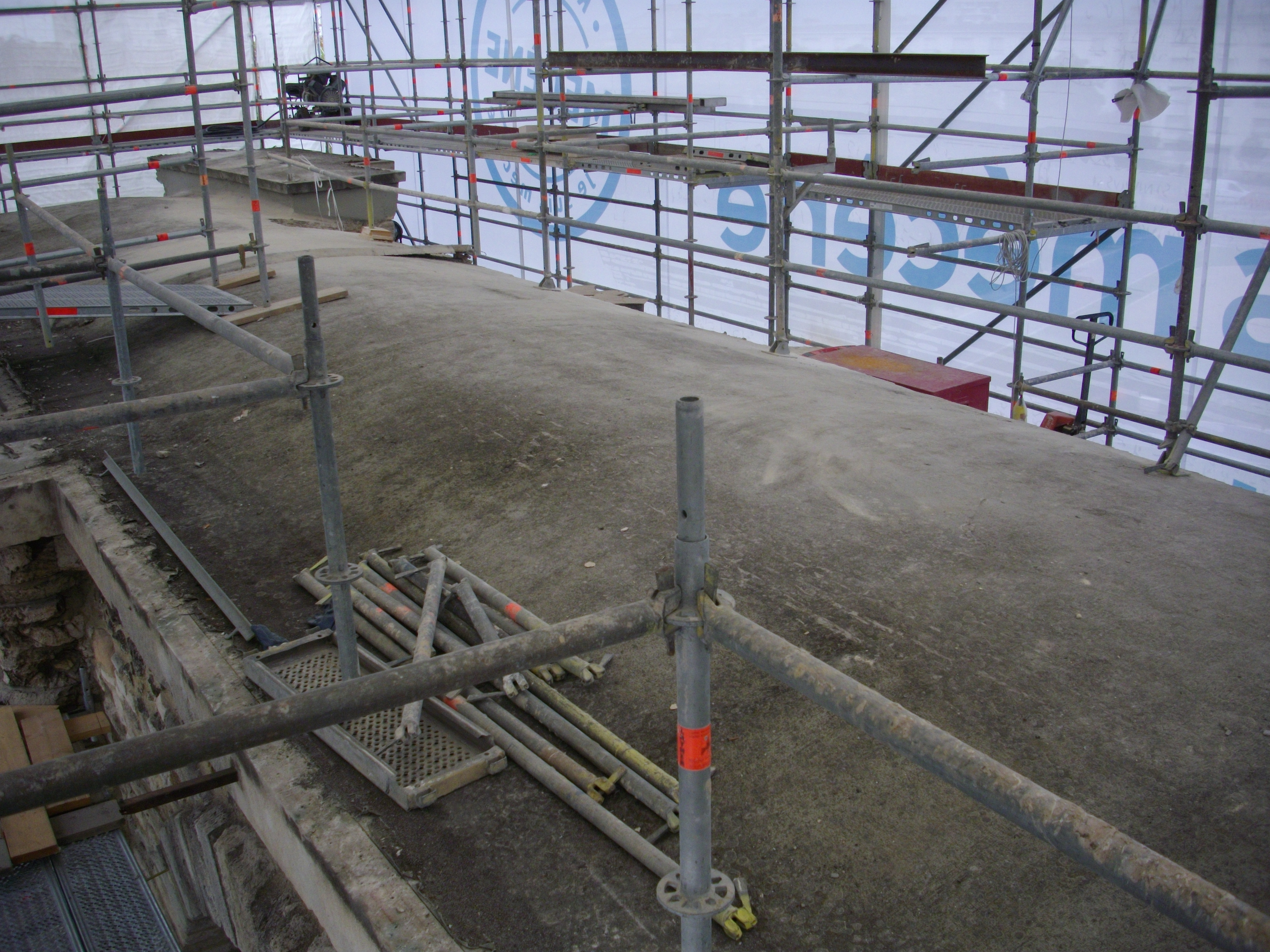
Le dessus de la porte en 2015 lors des restaurations.
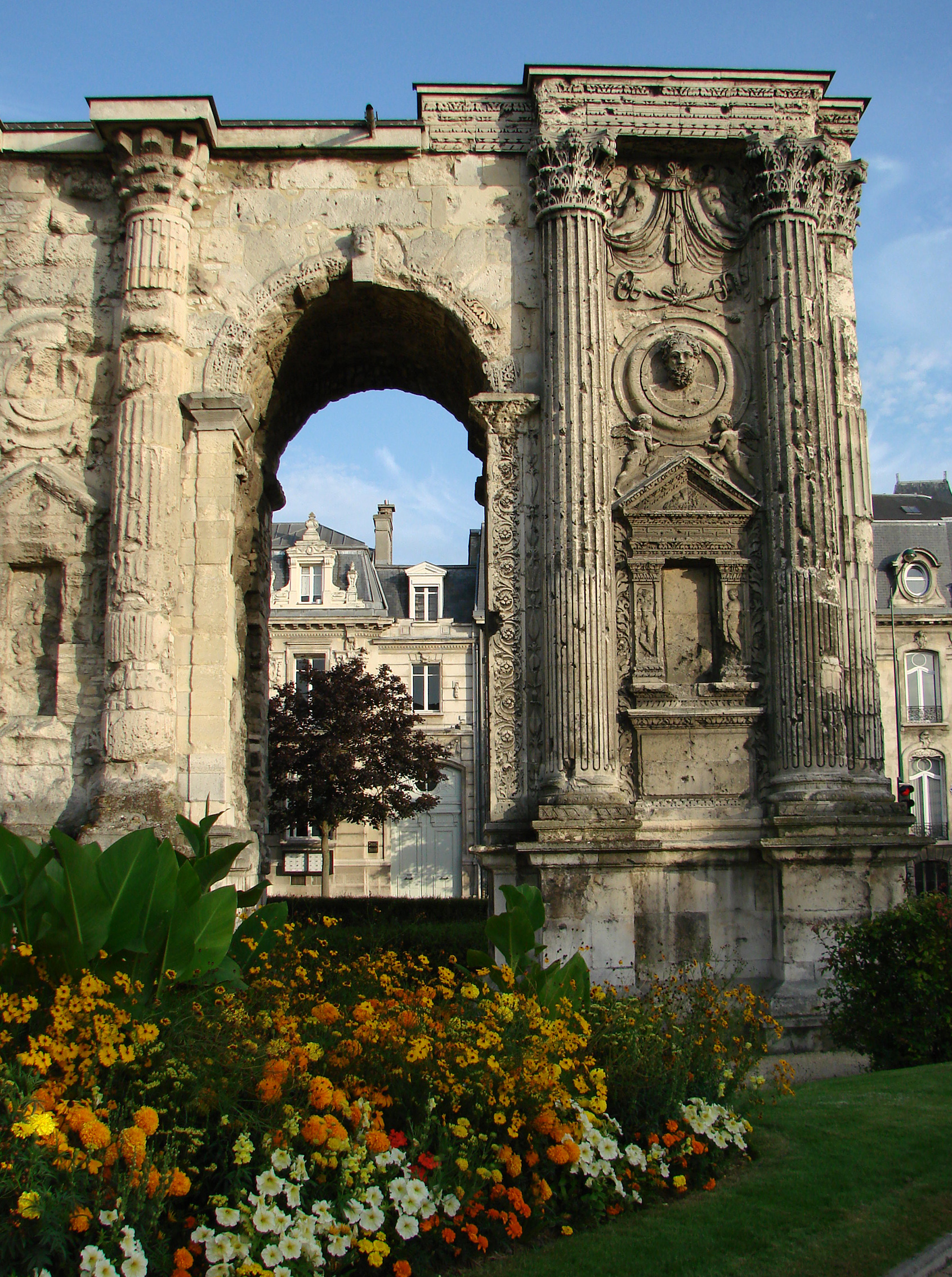
La pile ouest...
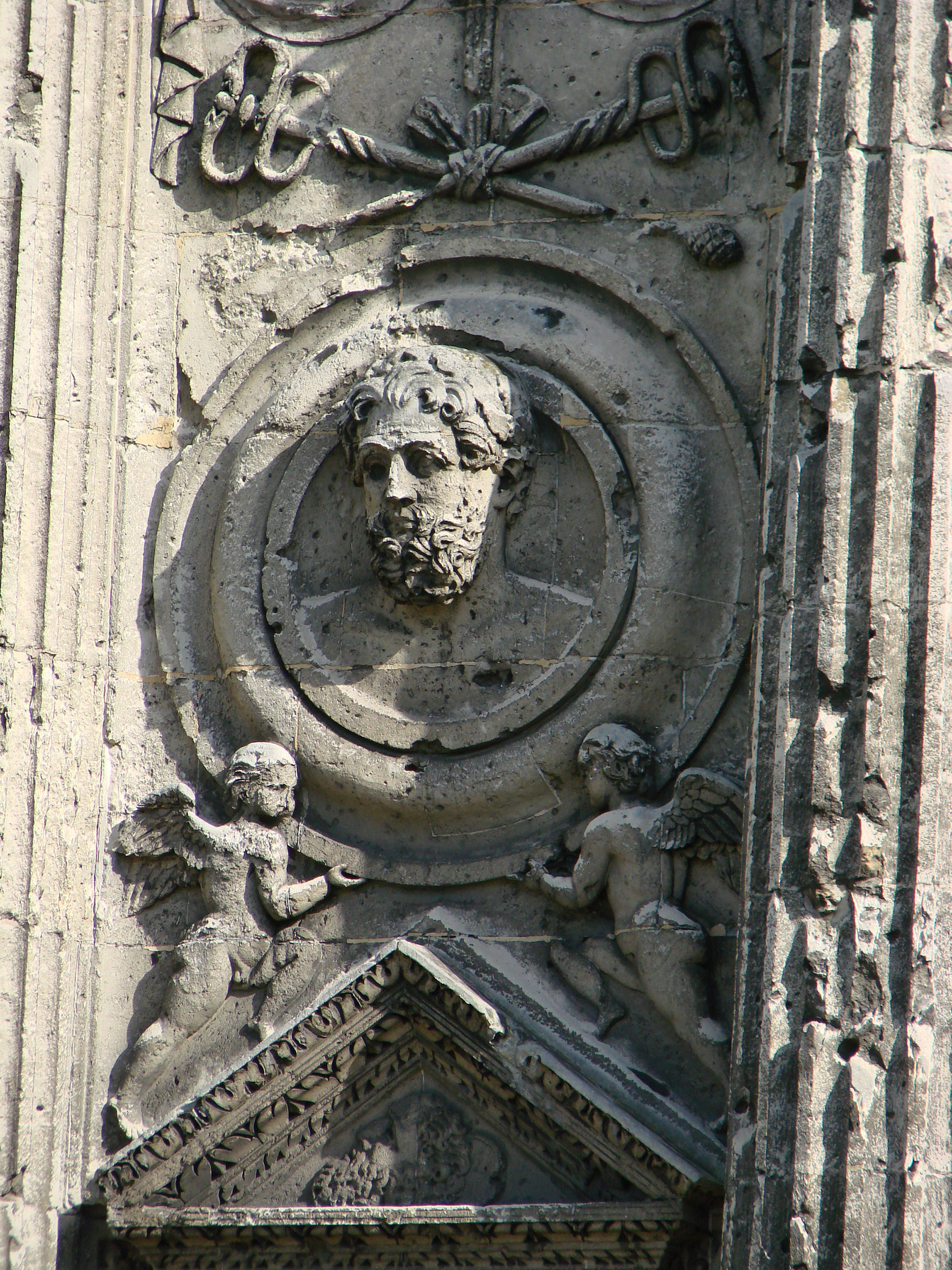
... restaurée par Brunette.
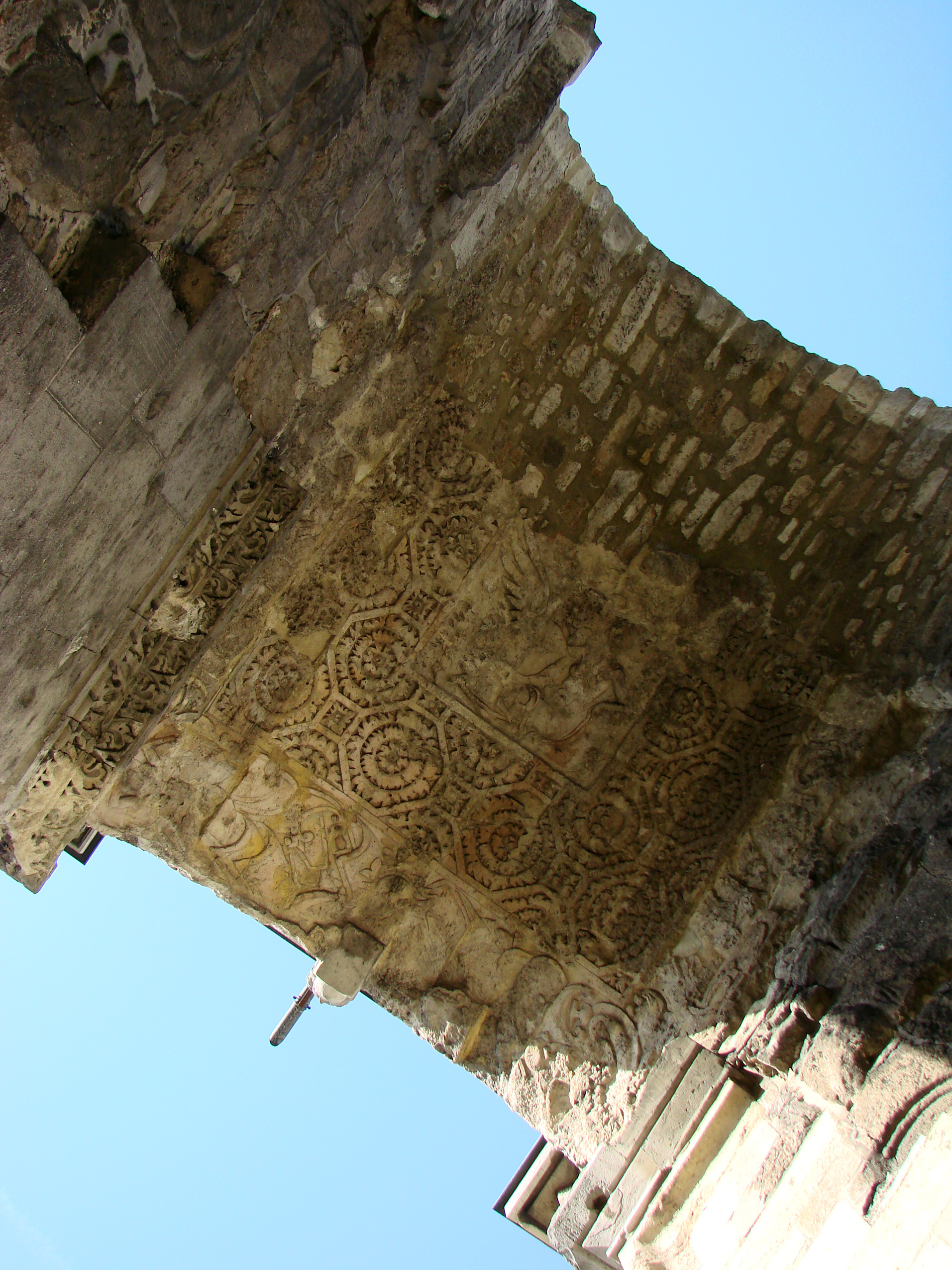
Intrados
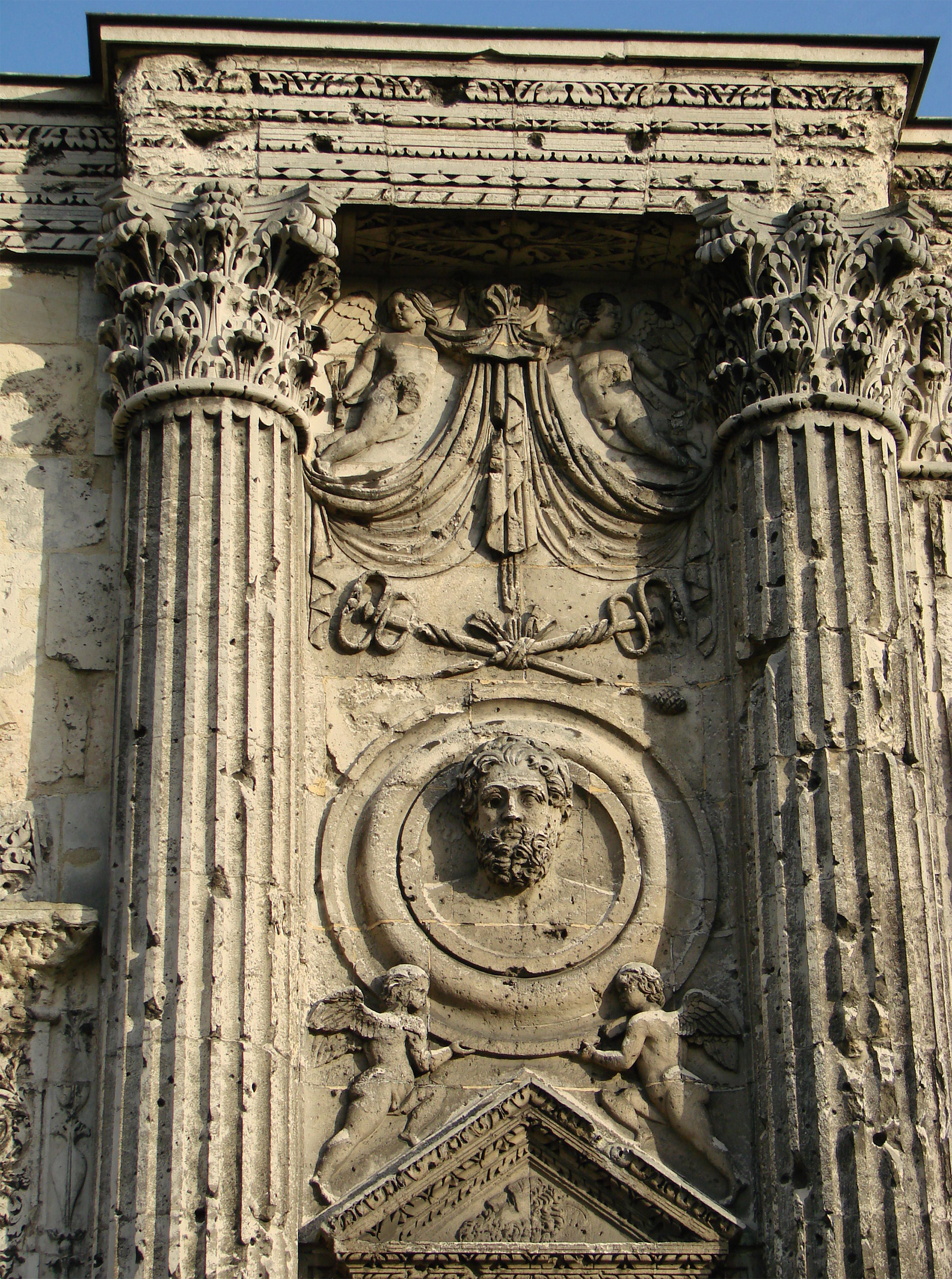
et
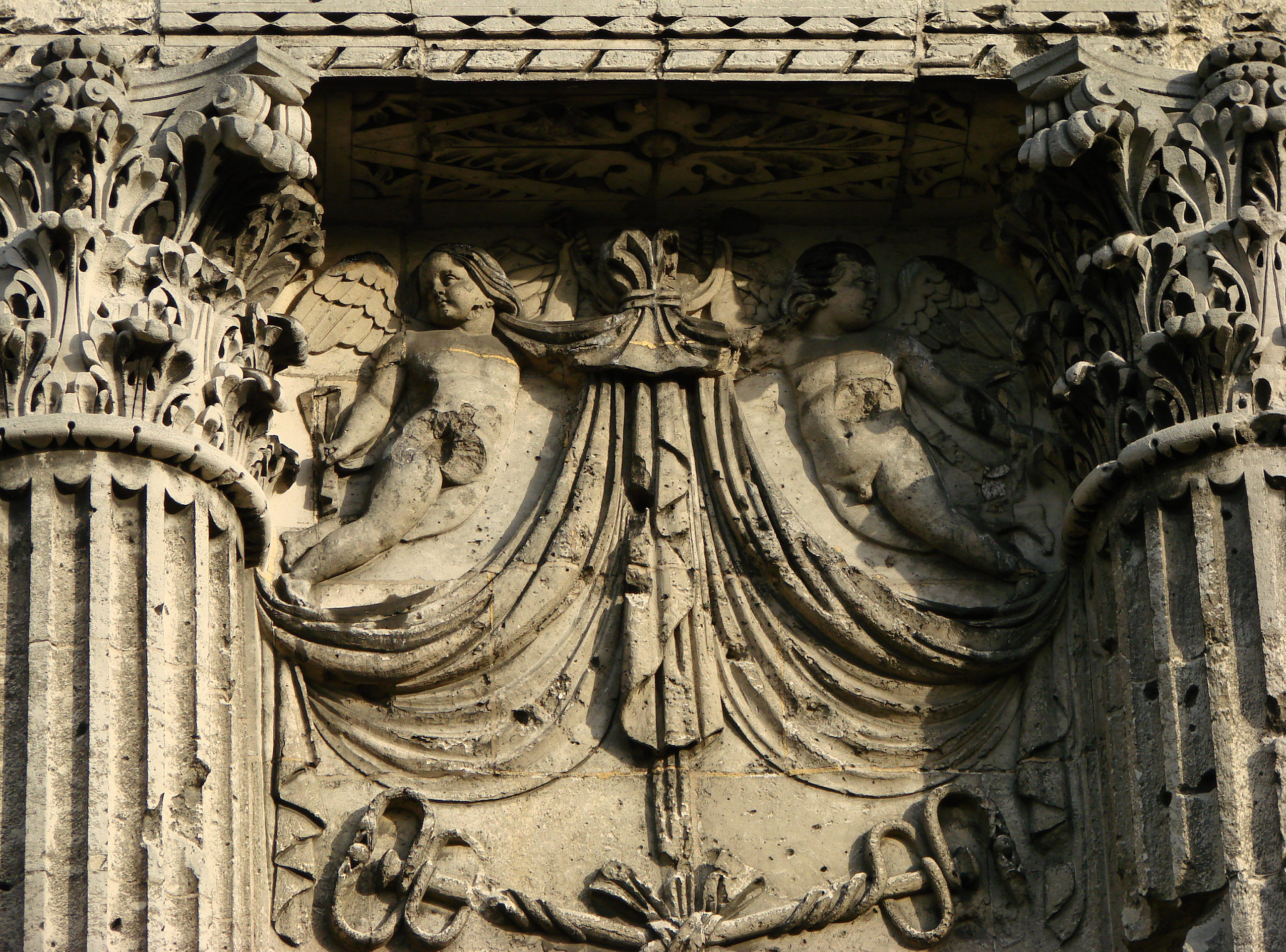
détails.

## Archéologie

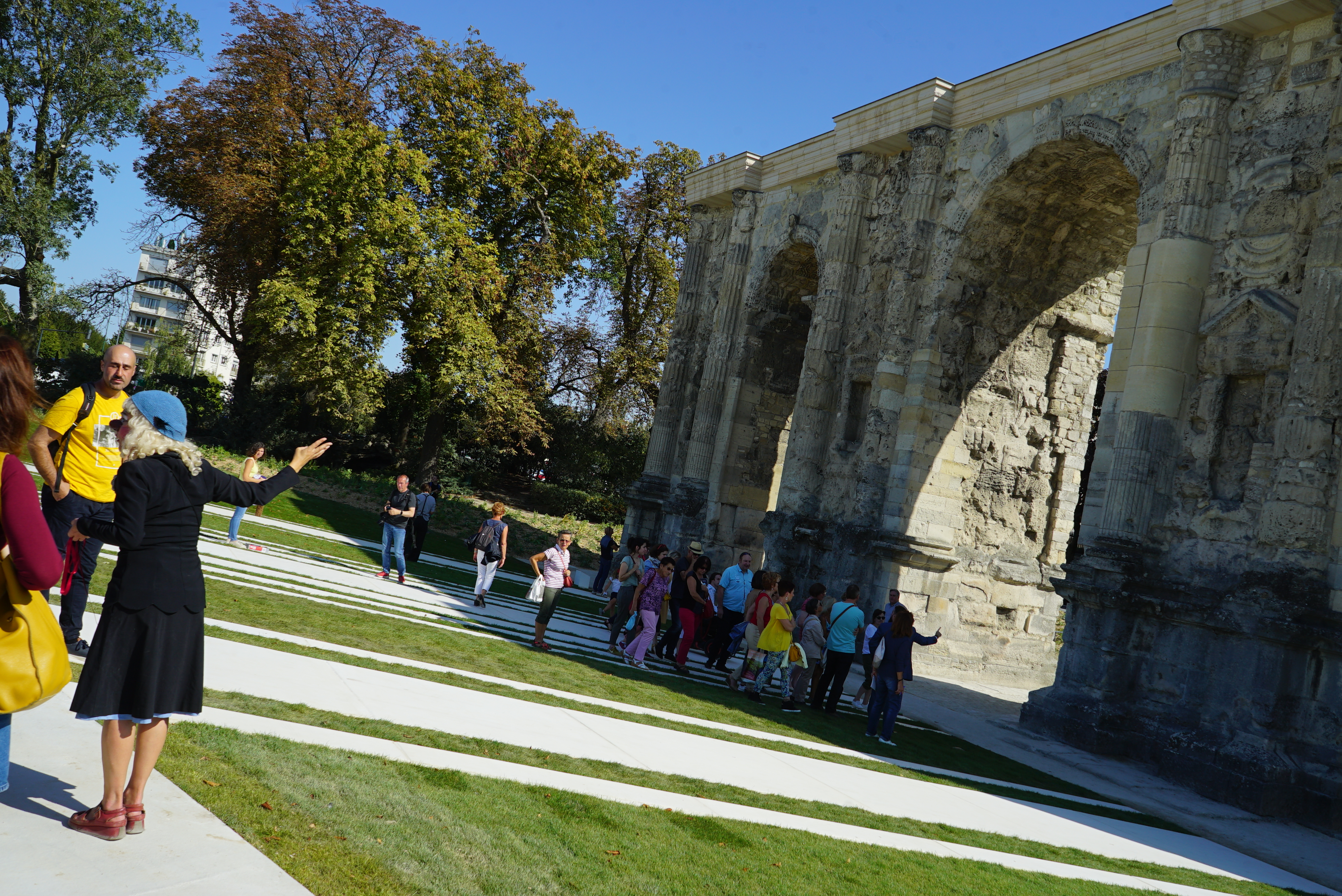
Vue nord de la porte de Mars avec la nouvelle restauration de 2019.

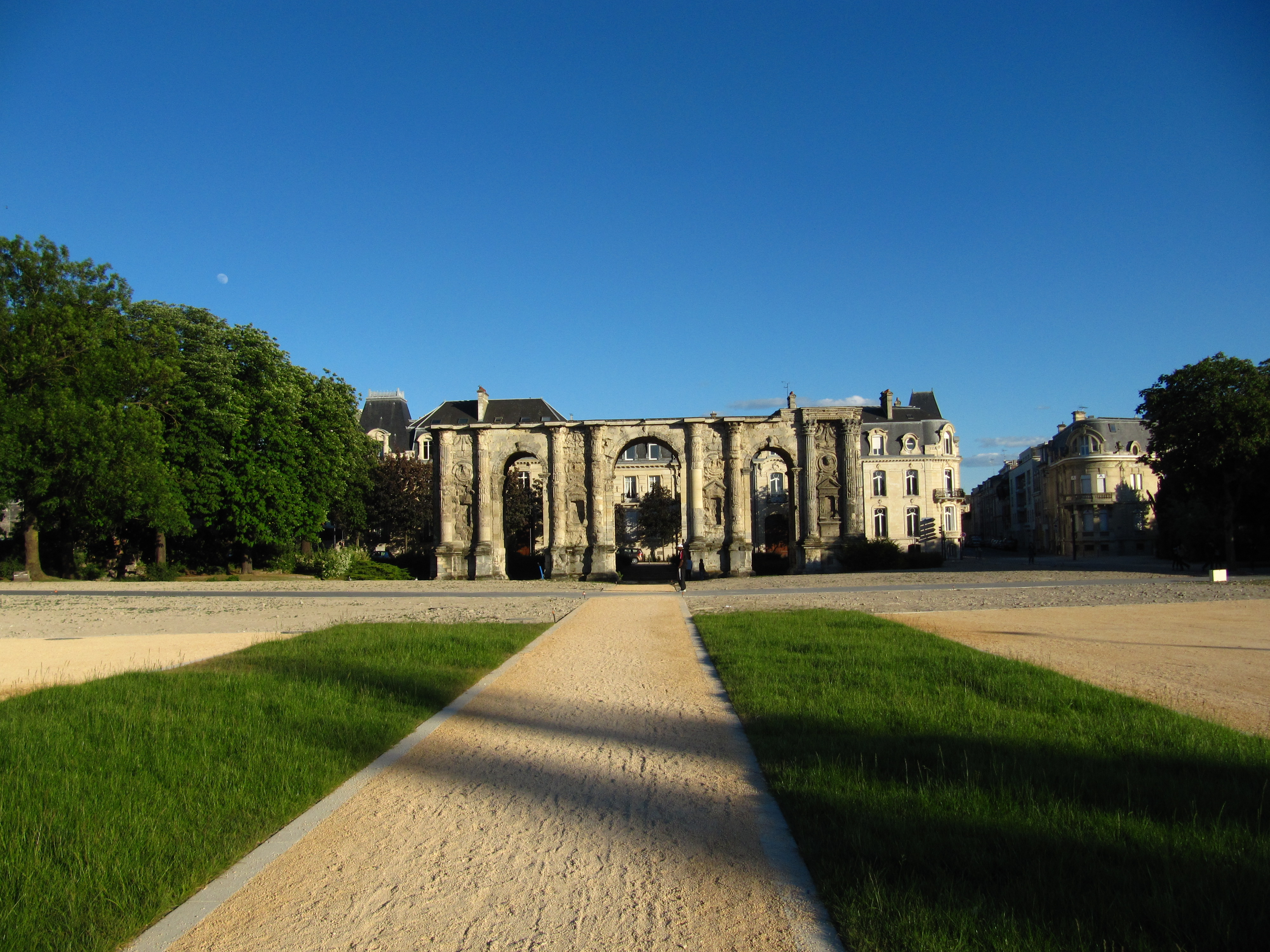
Vue nord de la porte de Mars avec la nouvelle perspective de 2011.

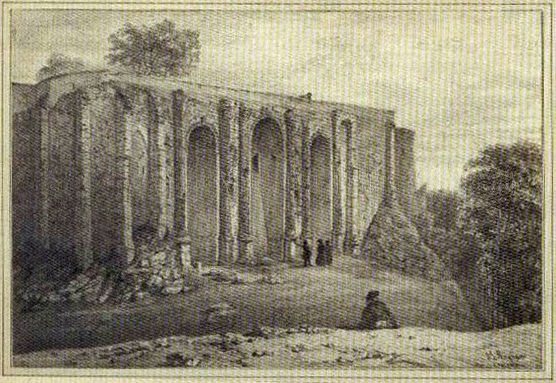
Gravure de 1850 avec la tour qui s'appuyait sur l'arc, qui fut démontée.

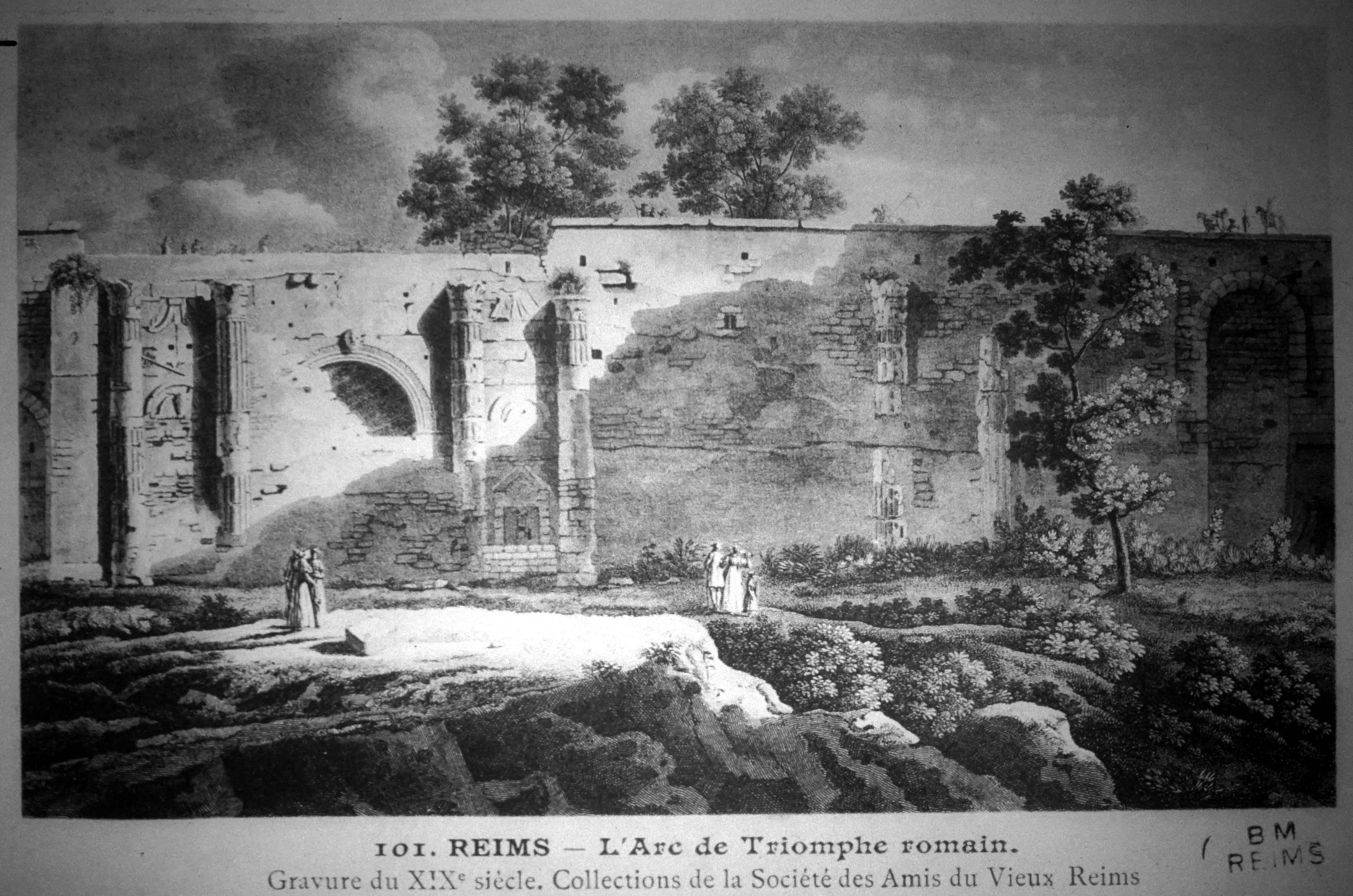
La porte est encore englobée dans le mur, XIXe siècle.

La porte de Mars doit sa conservation à son emmurage dans l'enceinte du château des Archevêques au XIIIe siècle. Lors du démantèlement du rempart entrepris en 1840, la question est posée du devenir du monument. Prosper Mérimée œuvre alors pour mobiliser l'opinion et les fonds nécessaires à la sauvegarde de l'arc. À la suite de quoi, Narcisse Brunette reconstitue en 1854 le pilastre ouest du côté des promenades. Des restaurations et consolidations maladroites sont effectuées aux XIXe et XXe siècles. En 1983-1984, les Monuments Historiques mènent d'importants travaux de restauration scientifique.
Un arbre et une plaque sont présents juste à côté, en souvenir des soldats ayant servi en Orient et d'Alexandre de Serbie, lors de la Première Guerre mondiale.

## Mécénat: Campagnes de restaurations de la porte de Mars 2015-2023
Le monument fait l'objet d'une nouvelle campagne de restauration depuis juillet 2015 et a été intégralement bâchée. La première étape s'est déroulée jusqu'à la fin de l'année 2018 : la couverture en béton du XIXe siècle qui ne permettait plus une bonne étanchéité du monument a été remplacée par une couverture en plomb et l'ajout d'un réseau d'évacuation des eaux de pluie. L'architrave a également été restituée dans la continuité du fragment reconstruit au XIXe siècle.
Après cette première phase de travaux, la porte de Mars bénéficie d'un second appel au mécénat. Cette fois, il s'agit de restaurer les parements et décors de la porte. Cette seconde phase a commencé en janvier 2023 pour une durée prévue de 18 mois.
Depuis 2011, à l'occasion d'importantes modifications du plan de circulation du centre de Reims pour le passage du tramway, la porte de Mars bénéficie d'une nouvelle perspective la mettant mieux en valeur et d'un accès piéton facilité. Le rond-point de la place de la République a été supprimé, et l'espace ainsi piétonnisé vient prolonger les promenades. La porte de Mars s'inscrit dans leur continuité et n'est plus isolée par un trafic urbain dense. En même temps furent mises au jour les ornières qui se trouvaient sur la chaussée sous le porche et l'aqueduc qui longeait la porte. La réfection des Hautes-Promenades entre 2018 et 2020 ont permis l'aménagement d'une large place devant la porte de Mars, la mettant ainsi encore davantage en valeur en attendant les prochaines restaurations.

## Les autres arcs gallo-romains

### Porte Bazée

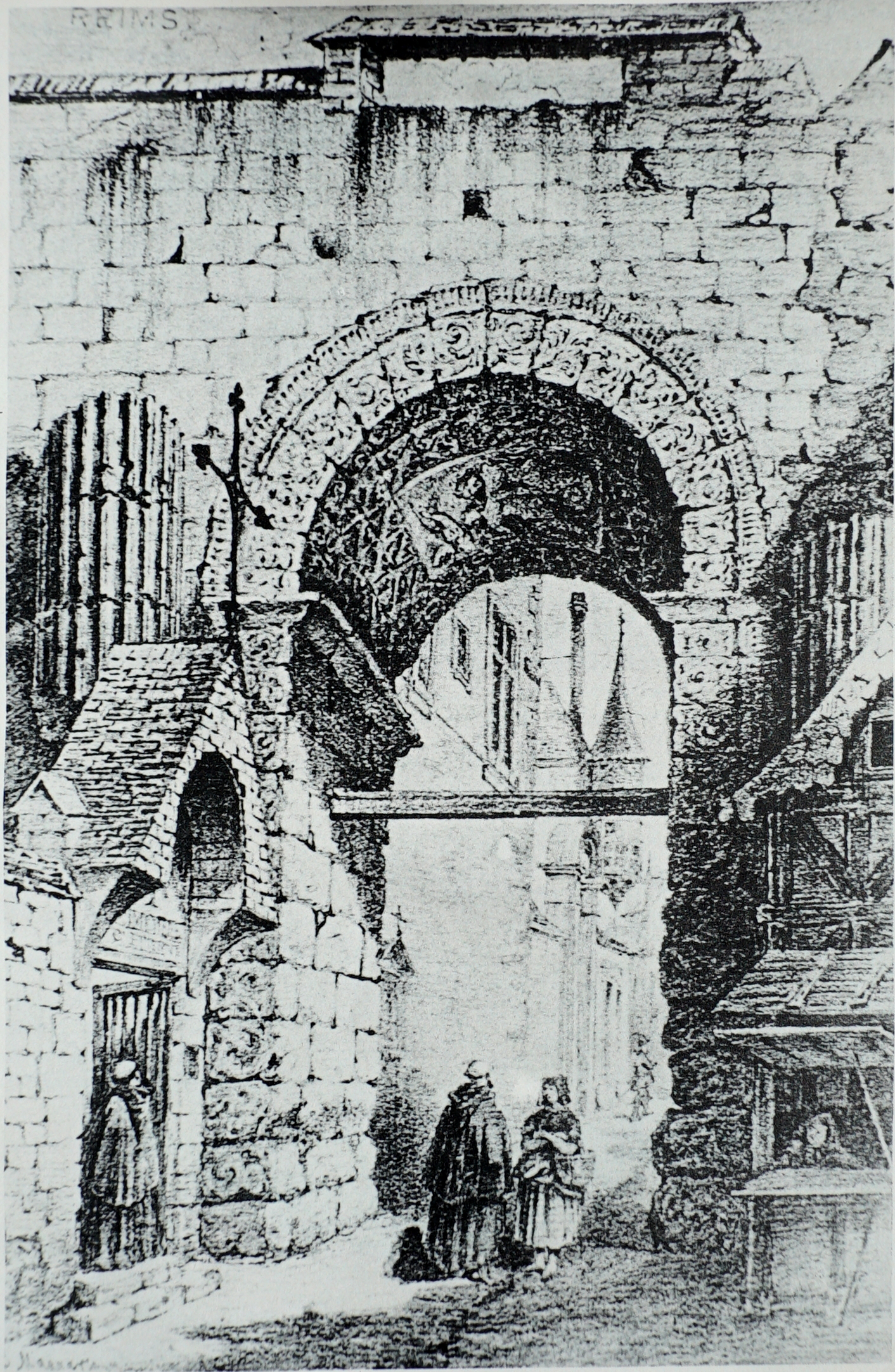
L'arc existant jusqu'au XVIIIe siècle.
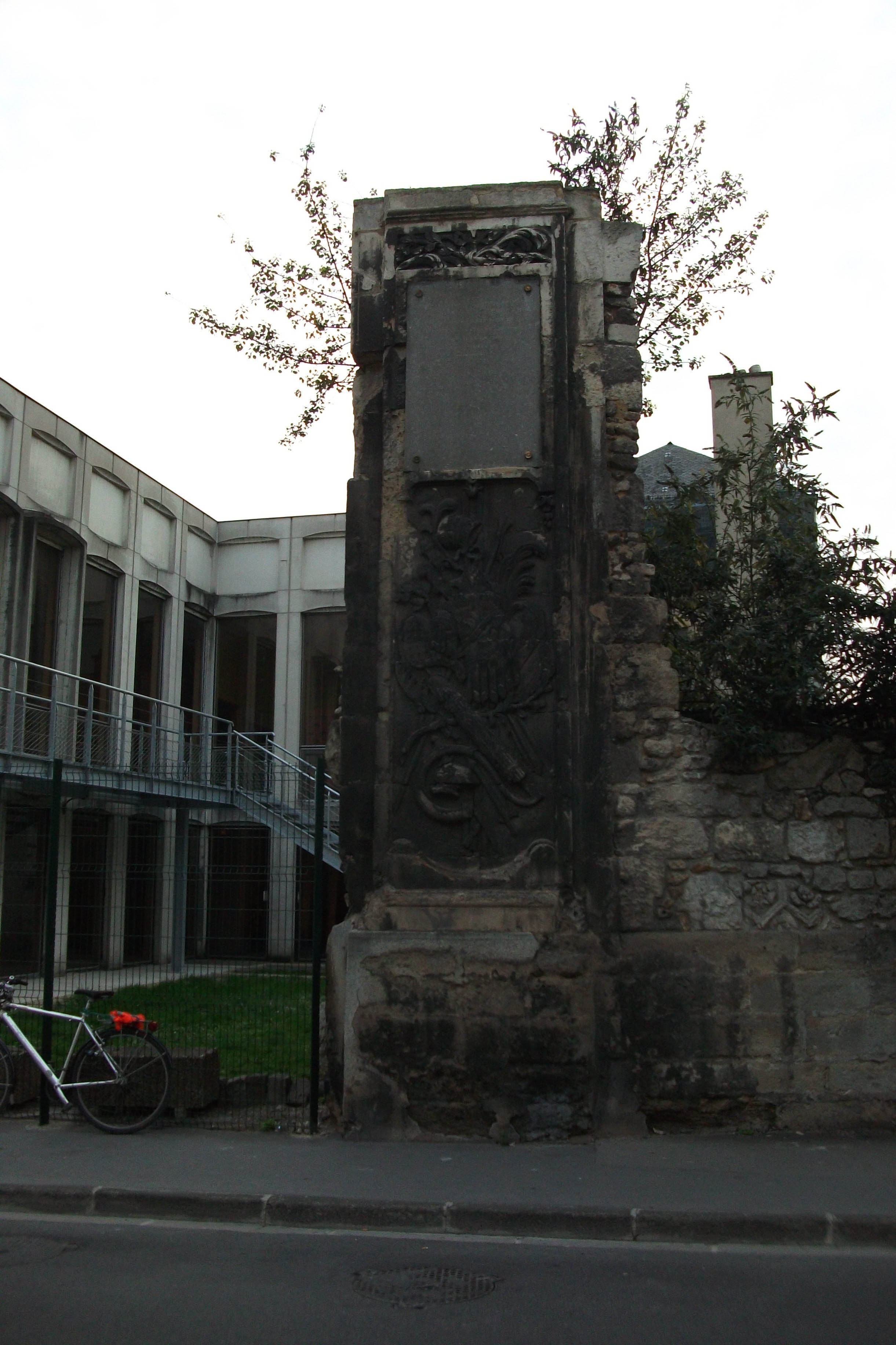
Dernier vestige de la porte Bazée, rue de l'Université.
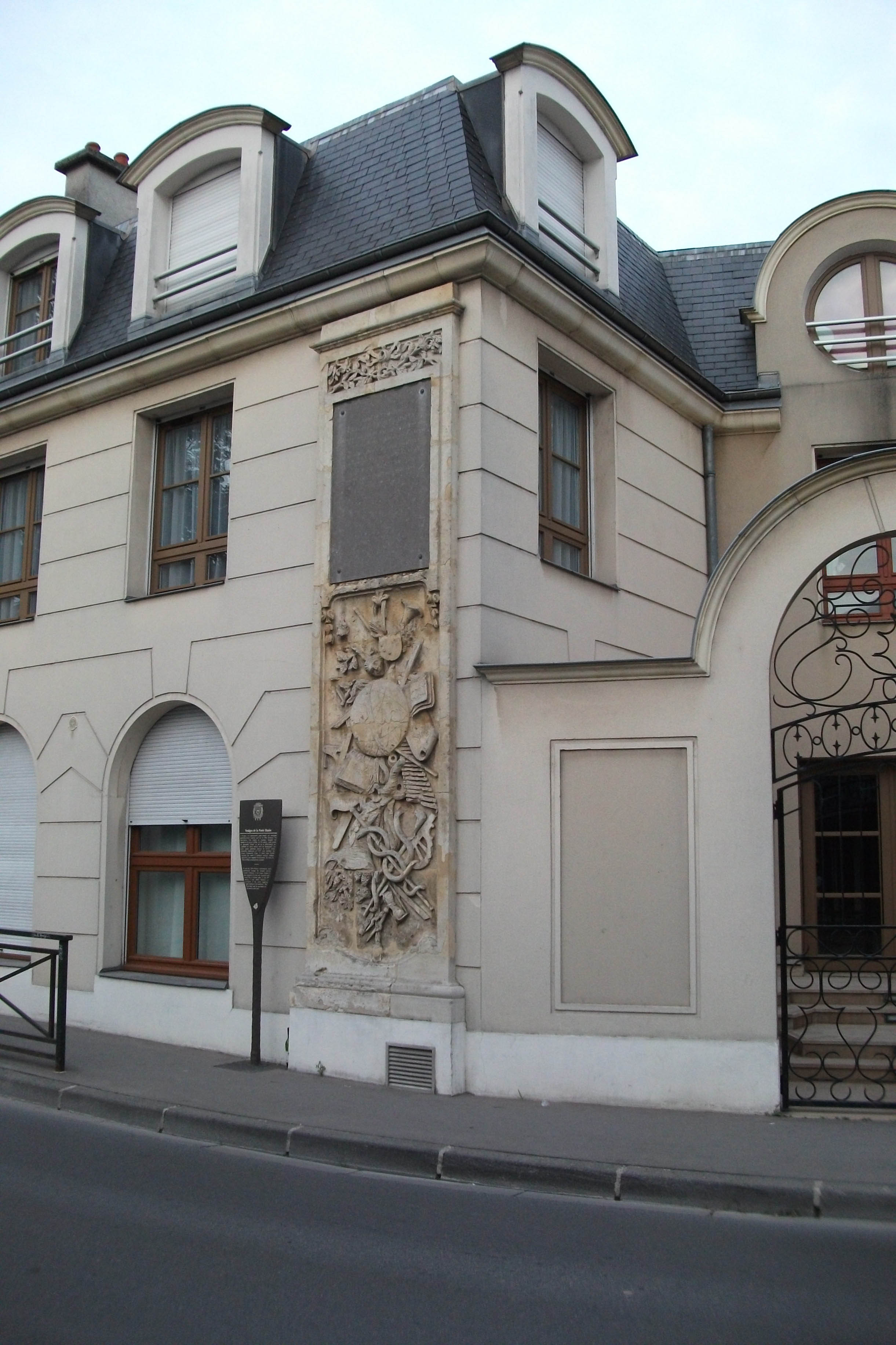
Bas relief rappelant l'arc aujourd'hui détruit.

La porte Bazée, ou porte Collatice (Collatitia) était à l'origine un arc monumental érigé à la gloire de Durocortorum à l'entrée méridionale de la ville. Elle devait être très ressemblante à la porte de Mars et formait avec elle le cardo (axe nord-sud). Son nom actuel provient de porta Basilicaris, car on accédait par cette porte aux églises des faubourgs ; c'est également l'arc d'où partait la voie Césarée qui menait à Rome. La porte Bazée fut intégrée à la ceinture fortifiée que formait le rempart au Bas-Empire. Les archevêques de Reims, au début du Moyen Âge possédaient probablement une résidence toute proche, puisque Flodoard rapporte que Rigobert, alors évêque de Reims, accéda à la porte depuis son palais. C'est de là qu'il aurait refusé l'entrée dans la ville à Charles Martel, ce qui lui valut d’être destitué de l'épiscopat peu de temps après.
Une partie des pierres de l'arc ont été utilisées pour la construction de cette voie, comme l'attestent les fouilles menées en 1971. De fait, la route passait sous la petite arcade ouest. La porte perdit de son importance lorsque l'enceinte fut agrandie au sud aux XIIIe et XIVe siècles. L'arcade qui subsistait fut détruite en 1753 lors du remaniement des adductions en eau, la mémoire en fut conservée par la sculpture de reliefs à l'antique.
Un vestige de pile est visible au niveau du réfectoire du Collège Université, rue de l'Université. Cet ensemble fait l’objet d’un classement au titre des monuments historiques depuis le 30 janvier 1981.

### Porte de Vénus

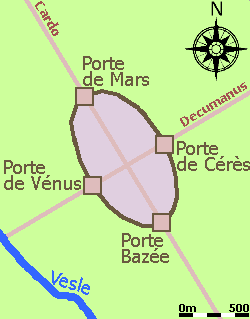
Carte symbolique présentant les quatre portes de la ville.

Appelée porte de Soissons, puis porte aux Ferrons, elle doit le nom de porte de Vénus aux historiens de la période moderne. C'est l'arc occidental de la ville gallo-romaine, situé place Myron-Herrick, en face de l'Opéra. Les vestiges monumentaux des fondations de l'arc ont été mis au jour lors de la campagne de fouilles menée en 2007-2008 avant la percée des lignes du tramway. Les dimensions le rapprochent de l'arc de Mars. Cette porte marque le passage du decumanus (voie est-ouest) dans le centre antique. Sous cet arc, un égout voûté de 2,90 m de haut et 1 m de large a été dégagé, pratiquement intact et à une faible profondeur. L'arc fut construit au IIe ou IIIe siècle de notre ère.

### Porte de Cérès ou de Trèves
Encore aujourd'hui, l'existence de la porte de Cérès romaine n'est pas attestée, mais la découverte récente de la porte de Vénus rend un peu plus plausible l'hypothèse d'un quatrième arc sous l'actuelle esplanade Cérès.